# 大分県道655号新城山香線
大分県道655号新城山香線（おおいたけんどう655ごう しんじょうやまがせん）は、大分県豊後高田市から杵築市に至る一般県道である。

## 概要
大分県豊後高田土木事務所が管理している県道。国東半島を通る道路で、沿線には山岳仏教文化のある寺社や富貴寺、真木大堂といった観光地がある。路線改良工事が行われており（詳細後述）、2020年（令和2年）には田染池部2工区が全区間拡幅完了、2023年（令和5年）には梅木北工区が供用開始となっている。

### 路線データ
- 起点：大分県豊後高田市大字新城[1][2]（大分県道29号豊後高田国東線交点）
- 終点：大分県杵築市山香町[2]大字内河野（下市北交差点、国道10号交点）

## 歴史
- 1973年（昭和48年）4月2日 - 大分県告示第250号により、大分県道に認定された[1]。
- 2016年度（平成28年度） - 梅木南工区（延長1,740 m）事業化[9][10]。
- 2020年（令和2年）12月 - 田染池部2工区の拡幅完了[5][7]。
- 2023年（令和5年）
  - 2月7日 - 梅木北工区が供用開始[8]。
  - 6月30日 - 大分県告示第294号により、梅木北工区（豊後高田市新城 - 豊後高田市梅木間）の旧道の県道指定が解除される[11]。
  - 10月16日 - 梅木南工区の一部区間（540 m）開通[9][10]。

## 路線状況

### バイパス・改良区間
- 梅木（うめのき）北工区
  - 豊後高田市梅木にある、全長587 mのバイパス[4]。大分県道29号豊後高田国東線との交点付近に位置する[4]。2005年度（平成17年度）から道路整備が行われ[3]、2023年（令和5年）2月7日に供用開始した[8]。
- 梅木（うめのき）南工区
  - 豊後高田市にある、全長1,740 mのバイパス。2016年度（平成28年度）に事業化され、2023年（令和5年）10月16日に一部（540 m）が開通した[9][10]。
- 田染蕗（たしぶふき）工区
  - 豊後高田市田染蕗から同市田染池部を結ぶ、全長990 mの区間[12]。2022年度（令和4年度）から事業が始まった[3]。
- 田染（たしぶ）池部2工区
  - 豊後高田市田染池部にある、全長960 mの区間[7]。2020年（令和2年）12月に[5]、全区間2車線への拡幅が完了[7]した。

### 道路施設

#### 橋梁
- 琴ノ橋
  - 梅木北工区にある[13]長さ36 mの橋[14]。

#### トンネル
- ゆずりはトンネル：延長82 m[15]、2022年（令和4年）竣工、豊後高田市
  - 梅木北工区内にあるトンネル。トンネル名は周辺住民により命名された[15]。

### 交通量
24時間交通量（台）　道路交通センサス
| 区間                              | 調査地点                                                                     | 区間距離 (km) | 平成17年度 | 平成22年度 | 平成27年度 | 令和3年度 |
| --------------------------------- | ---------------------------------------------------------------------------- | ------------- | ---------- | ---------- | ---------- | --------- |
| 豊後高田国東線 - 豊後高田安岐線   | 豊後高田市 田染真木(平成22年度) 田染真中字戸原(平成27年度、令和3年度)        | 8.2           | 1,801      | 1,873      | 0428       | 0334      |
| 豊後高田安岐線 - 市道             | 豊後高田市 田染真木(平成22年度) 田染真中字戸原(平成27年度、令和3年度)        | 2.1           | 1,801      | 1,873      | 1,081      | 1,040     |
| 市道 - 豊後高田市・杵築市境界     | 豊後高田市 田染真木(平成22年度) 田染真中字戸原(平成27年度、令和3年度)        | 2.3           | 1,801      | 1,873      | 1,081      | 1,040     |
| 豊後高田市・杵築市境界 - 国道10号 | 豊後高田市 田染真木(平成22年度) 杵築市 山香町大字倉成(平成27年度、令和3年度) | 3.5           | 1,801      | 1,873      | 2,080      | 1,865     |

## 地理

### 通過する自治体
- 大分県
  - 豊後高田市 - 杵築市

### 交差する道路
| 交差する道路               | 市町村名   | 交差する場所     | 交差する場所        |
| -------------------------- | ---------- | ---------------- | ------------------- |
| 大分県道29号豊後高田国東線 | 豊後高田市 | 大字新城         | 起点                |
| 大分県道34号豊後高田安岐線 | 豊後高田市 | 田染真中         | 真中交差点          |
| 国道10号                   | 杵築市     | 山香町大字内河野 | 下市北交差点 / 終点 |

### 沿線
| 施設名     | 市町村名   | 所在地   |
| ---------- | ---------- | -------- |
| 富貴寺     | 豊後高田市 | 田染蕗   |
| 田染郵便局 | 豊後高田市 | 田染真中 |
| 極楽寺     | 豊後高田市 | 真中     |
| 真木大堂   | 豊後高田市 | 田染真木 |
| 胎蔵寺     | 豊後高田市 | 田染平野 |
| 熊野磨崖仏 | 豊後高田市 | 田染平野 |